# Manta and Moray
Manta and Moray est une série télévisée d'animation américaine en sept épisodes de 12 minutes produite par Filmation et diffusée du 9 septembre au 21 octobre 1978 sur le réseau CBS. Elle a été diffusée dans le cadre de l'émission Tarzan and the Super 7 d'une durée de 90 minutes comptant sept séries au total.
Cette série est inédite dans tous les pays francophones.

## Synopsis
Manta est le dernier survivant de la civilisation Mu, disparue à la suite d'une terrible explosion dans l'océan pacifique. Placé en animation suspendue sous l'influence de mystérieuses radiations, il est ramené à la vie par Moray, une jeune plongeuse. Si Manta est un être amphibie, Moray est une humaine dont on connaît peu les origines. Orpheline à la suite du crash de ses parents, elle a été élevée par les dauphins. Plongeuse hors norme, elle est capable de tenir sous l'eau pendant de longues périodes. Ensemble, ils affrontent divers dangers et protègent la faune sous-marine de toutes sortes de dangers. Les compagnons de Manta et Moray sont Whiskers, une otarie et Guppy, une baleine grise.

## Distribution

### Voix originales
- Joan Van Ark : Moray
- Joe Stern : Manta

## Épisodes
1. The Waters of Doom
2. The Whale Killers
3. The Warmakers
4. The Souvenir Hunters
5. The Freedom Fighters
6. The Sunken World
7. Sea of Madness